# 농촌 이탈

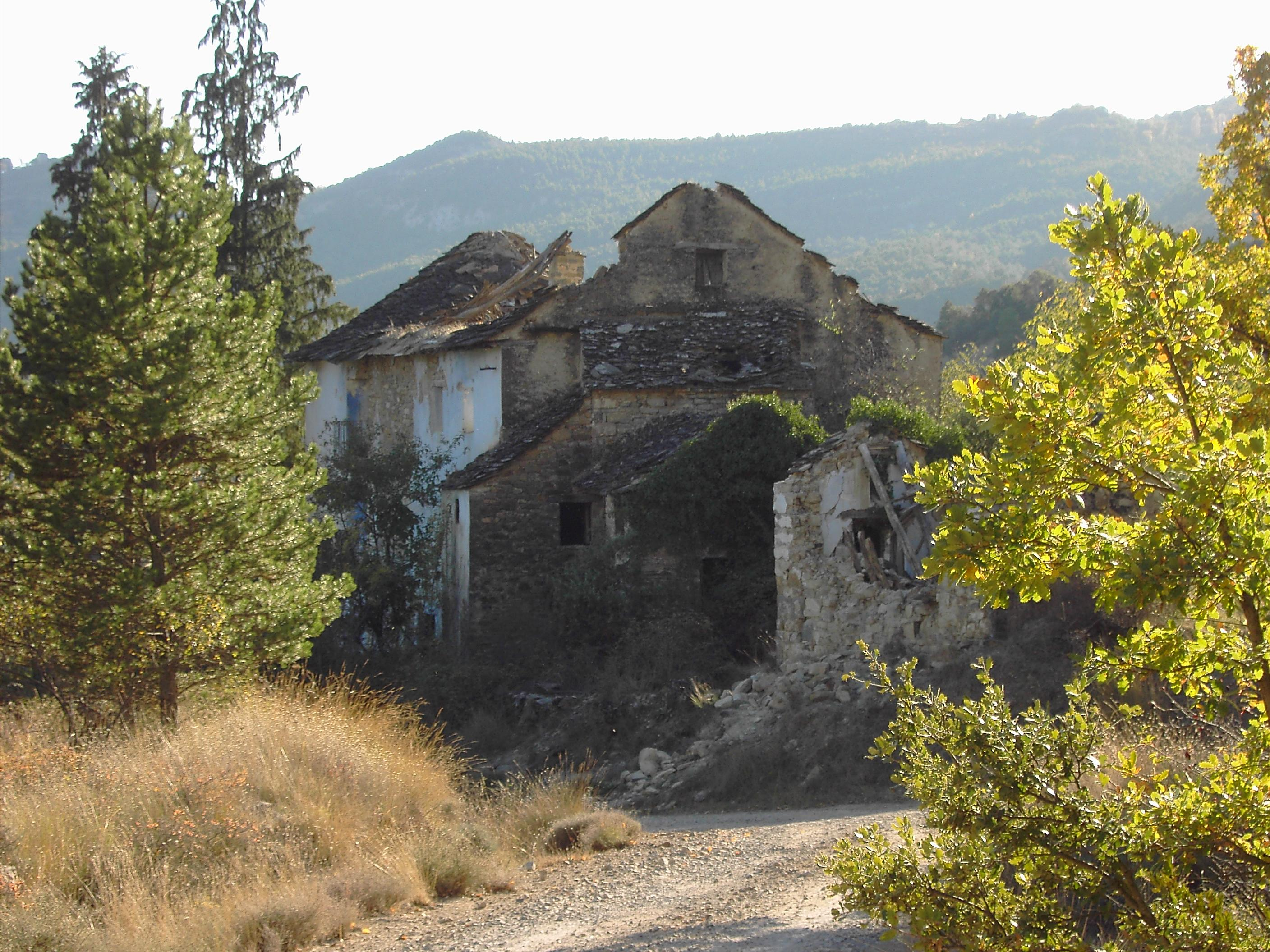

농촌 이탙 또는 농민 이탈은 농어촌의 주민들이 생활고를 겪다 못해 도시를 떠나면서 인구가 점차 줄어들어 그 지역사회가 서서히 붕괴되어 가는 현상을 말한다. 이와는 반대로 인구가 집중되는 도시에서는 급격한 인구 증가로 과밀(過密)이 문제가 되고 있다.

## 개요
도시와 공업지대에 인구가 집중하여 소위 과밀문제가 생기는 한편 농어촌에서는 오늘날 인구감소에 의해 일정한 인구의 크기를 기초로 형성한 지역의 사회생활이 곤란해지거나 붕괴할 위기에 직면하고 있다. 그것은 산촌이나 벽지에서 심각한 문제이지만 점차로 많은 농촌에 이와 같은 과소현상이 퍼지고 있다.
1. 마을 사람의 노동력에 의해 행해진 도로·농로·용수로의 개수가 일손부족으로 곤란해지고 그것들은 그 기능을 발휘하지 못한 상태로 방치된다.
2. 인구의 감소는 버스 운행 횟수 축소·폐지를 초래하기도 한다.
3. 자위소방단의 유지가 곤란해지고 소방시설이 있어도 단원이 없는 상태를 야기시키고 있다.
4. 의료기관을 정비하여 의사를 파견하는 것이 점점 곤란해진다.
5. 농촌은 부락회를 갖고 각 호 부담의 부락비(部落費)를 징수하면서 도로·농로·용수·공민관·소방의 유지관리 등 마을의 여러 가지 사회생활을 자치적으로 운영해왔으나 그 부담자가 감소됨으로써 각호 부담이 과중해지고 부락회의 운영이 곤란해진다.
6. 마을에서 공동으로 행하던 갖가지 행사도 하기 어려워진다.
7. 행정적인 면에서 시·군·읍·세수(稅收)의 확보도, 인구가 감소됨에 따라 억제되고 행정이 재정적으로 압박을 받게 된다.

이와 같은 사회생활의 곤란화는 인구유출뿐만 아니라 특히 산촌지대에서는 산사태와 같이 온 가족이 높은 곳에서 낮은 곳으로 이주하는 이촌(離村)현상이 일어난다. 그리고 이촌은 다른 이촌현상을 낳고 있다. 이촌의 원인으로서는 숯을 굽거나 양잠(養蠶) 등의 부업이 없어지고 생산기반이 붕괴한 것과 도시공업의 흡인력이 강해졌다는 것에도 있다.

## 같이 보기
- 인구감소